# Soufflet (gifle)
Pour les articles homonymes, voir Soufflet.

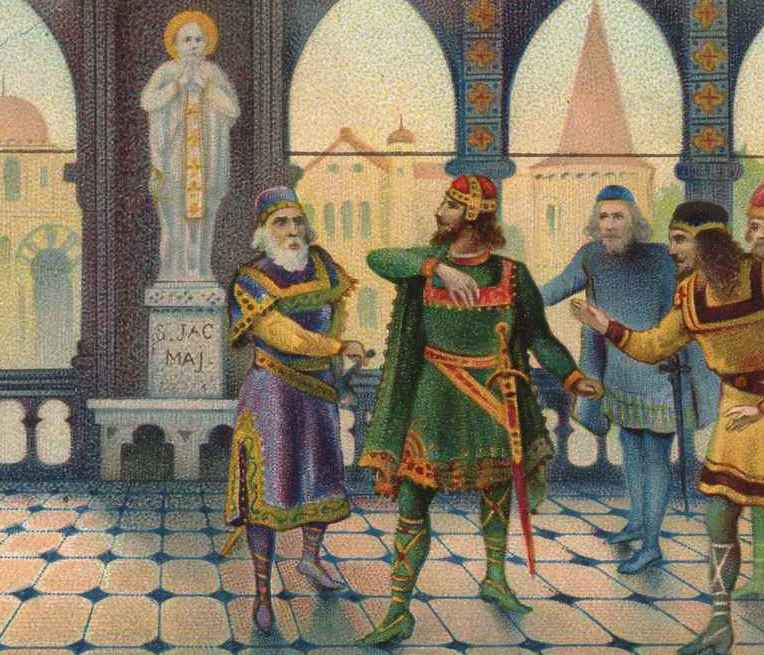
Don Gomes souffletant Don Diègue dans « Le Cid » de Corneille (illustration pour une campagne Liebig, 1913).

Un soufflet est une gifle portée sur une joue ou sur les deux généralement avec un gant. Pratique commune au moins du XVe au XIXe siècle, le soufflet constitue une humiliation publique faite devant témoins et valant provocation en duel. Il se donne généralement en réponse à une offense avec les gants de celui qui se considère comme offensé.

## Description
Le  soufflet est une gifle donnée de la main ou du gant et constitue un affront majeur qui équivaut souvent à une provocation en duel,. Son usage se généralise au XVe siècle au sein de l'enchaînement insulte-démenti-soufflet-défi-duel ou il constitue une suite courante à des accusations mettant en jeu la réputation. Le soufflet est donné en réponse à une offense par celui qui se considère comme offensé.

## Histoire
Les duels sont une manière courante de régler, depuis l'antiquité, des différents de justice. Le duel judiciaire est courant au Moyen Âge ou malgré des interdictions, les nobles considèrent que la bataille est la seule preuve qui convienne à leur état.
La date d'apparition du soufflet comme provocation en duel est inconnue. Son usage est courant dans la noblesse européenne au moins du XVe au XIXe siècle (siècle durant lequel les duels disparaissent en grande partie des pays occidentaux),. En 1783, Paolo Vergani écrit : « Un homme de qualité par exemple, reçoit un soufflet, il va conséquemment être déshonoré pour toujours, s'il ne se hâte d'en tirer raison par un trait de bravoure ». 

Selon un apophtegme présenté par Alfred d'Almbert dans sa « Physiologie du duel » (1867) : « Un démenti vaut un soufflet, et un soufflet vaut un coup d'épée. » En d'autres termes, affirmer publiquement qu'une personne a menti a valeur de soufflet et justifie donc une provocation en duel.  Il ajoute :

« Il y des insultes que, dans l'état des mœurs et d'après l'opinion de tous les esprits, on ne peut laver que dans le sang; un soufflet, par exemple, ou tout autre voie de fait, commise dans le but évident d'amener une rencontre, décident invariablement au duel l'homme le moins disposé à cette sorte
de combat. On verrait le magistrat lui-même descendre de son siége et aller braver les lois dont il requiert chaque jour l'application, plutôt que de remettre, dans ce cas, aux tribunaux l'appréciation du dommage causé à sa considération, ă son caractère. »

Avec la codification du duel au XIXe siècle et son élargissement à la bourgeoisie, la notion de soufflet s'élargit au « soufflet verbal ». Le « Nouveau Code du Duel » rédigé par le Comte Charles Du Verger de Saint-Thomas en 1879 donne en exemple la phrase « Monsieur! tenez-vous pour souffleté! » qui n'est pas équivalente au soufflet car dépourvue de contact physique et donc classée parmi les « injures graves »,.

## Cas célèbres
- Dans le Cid, de Corneille, Don Diègue est préféré à Don Gomès pour devenir gouverneur du Prince de Castille, les deux hommes ont une altercation : Don Diègue déclare que s'il n'a pas obtenu la charge, c'est sans doute qu'il ne la méritait pas , Don Gomès lui rétorque « ton impudence, téméraire vieillard, aura sa récompense » accompagnée d'un soufflet. Rodrigues le tuera au cours du duel ou il représente son père trop âgé pour combattre[10].
- Le 30 avril 1827, le dey Hussein soufflette d'un coup d'éventail le consul de France. Le royaume de France utilise ce prétexte pour entreprendre la conquête d'Alger en 1830[11].
- En mars 1958, le danseur et chorégraphe Serge Lifar et le marquis de Cuevas, un extravagant mécène, ont une querelle qui se termine par un soufflet lors d’une soirée, les deux hommes décident alors d'un duel. Le duel s'arrêtant « au premier sang », Cuevas le remporte après que Lifar se soit égratigné sur son épée[12].